# ماکس اشتیرنر
یوهان کاسپار اشمیت (۲۵ اکتبر ۱۸۰۶–۲۶ ژوئن ۱۸۵۶) که بیشتر با نام ماکس اشتیرنر شناخته می‌شود، یک فیلسوف آلمانی است. او اغلب از پیشگامان هیچ‌انگاری، اگزیستانسیالیسم، تئوری آسیب‌شناسی روانی، پست‌مدرنیسم و آنارشیسم فردگرا به حساب می‌آید. مهم‌ترین اثر وی خود و آنچه ازوست (به آلمانی: Der Einzige und sein Eigentum که به صورت لغوی فرد و مالکیت او ترجمه می‌شود) می‌باشد. این اثر برای اولین بار در سال ۱۸۴۵ در لایپزیگ (شهری در شرق آلمان) چاپ شد و از آن پس ویرایش‌ها و ترجمه‌های متعددی از آن صورت گرفت. این کتاب توسط نیما حیاتی مهر به فارسی ترجمه شده و توسط نشر شدت به چاپ رسیده‌است.

## زندگی‌نامه
اشتیرنر در بایرویت، بایرن متولد شد. اندک اطلاعاتی که از زندگی او در دست است بیشتر به خاطر نویسنده آلمانی متولد اسکاتلند، جان هنری مک‌کی است که زندگینامه اشتیرنر را با نام «ماکس اشتیرنر - زندگی و اثر او» (به آلمانی: Max Stirner – sein Leben und sein Werk) نوشت و این زندگینامه در ۱۸۹۸ به زبان آلمانی چاپ شد و در ۲۰۰۵ به زبان انگلیسی ترجمه شد.
اشتیرنر تنها فرزند آلبرت کریستین هاینریش اشمیت (۱۷۶۹–۱۸۰۷) و سوفیا راینلاین (۱۷۷۸–۱۸۳۹) بود. پدرش در ۱۹ آوریل ۱۸۰۷ در سن ۳۷ سالگی به دلیل بیماری سل فوت کرد. در ۱۸۰۹ مادرش با هاینریش بالرشتت، داروساز، ازدواج کرد و در کولم پروس غربی (اکنون خلمنو، لهستان) ساکن شد. در سن بیست سالگی، اشتیرنر وارد دانشگاه هومبولت برلین شد که در آن به مطالعه لغت‌شناسی، فلسفه و الهیات پرداخت. او در کلاس‌های هگل، کسی که منبع الهام تفکرات او بود، با موضوعات تاریخ فلسفه، فلسفه مذهب و روح سوبژکتیو شرکت کرد. اشتیرنر بعداً به دانشگاه ارلانگن رفت که هم‌زمان با او لودویگ فویرباخ نیز در آنجا تحصیل می‌کرد.
اشتیرنر به برلین بازگشت و گواهی آموزگاری خود را کسب کرد اما نتوانست پست آموزگاری تمام وقتی را از دولت پروس کسب کند.
در سال ۱۸۴۱ در حالی که در برلین بود، در مباحثات گروهی از فیلسوفان جوان به نام «آزادگان» (به آلمانی: Die Freien)، که بعدها تاریخ‌نگاران آن‌ها را هگلی‌های جوان نامیدند، شرکت کرد. بعضی از شناخته‌شده‌ترین نام‌ها در ادبیات و فلسفه قرن نوزدهم مانند کارل مارکس، فریدریش انگلس، برونو بائر، و آرنولد رگه عضو این گروه بودند. علی‌رغم باور رایج فویرباخ عضو این گروه نبود اگرچه در بحث‌های هگلی‌های جوان بسیار شرکت می‌کرد. با وجود اینکه بعضی از هگلی‌های جوان شیفته روش دیالکتیکی هگل بودند و تلاش می‌کردند تا رویکردهایی دیالکتیکی بر دستاوردهای هگل داشته باشند، اعضای دست چپی گروه پیوند خود با هگل را شکستند که فویرباخ و بائور از اولین افراد بودند.
اغلب اوقات گفتگوها در بار مشروبی در فریدریش اشتراسه (خیابانی در مرکز برلین) به نام هیپل صورت می‌گرفتند که در میان آن‌ها مارکس و انگلس، که هر دو در آن زمان از طرفداران فویرباخ بودند، شرکت داشتند. اشتیرنر بارها با انگلس ملاقات داشت تا جایی که انگلس می‌گوید آن‌ها دوستان «بسیار خوبی» بودند اما هنوز مشخص نیست که آیا مارکس و اشتیرنر هیچگاه با یکدیگر ملاقات داشته‌اند یا خیر. به نظر می‌رسد که اشتیرنر زیاد در بحث‌ها شرکت نمی‌کرد اما از اعضای وفادار گروه بود و به خوبی به صحبت‌ها گوش می‌کرد.
اشتیرنر به عنوان یک معلم در مدرسه‌ای که مالک آن مادام گروپیوس بود، به دختران جوان درس می‌داد. در این دوران بود که او اثر اصلی خود یعنی خود و آنچه ازوست (به انگلیسی: The Ego and Its Own) را نوشت که اثری است علیه فویرباخ و بائور، کمونیستهایی همچون ویلهلم وایتلینگ و پیر-ژوزف پرودون آنارشیست. به دلیل جنجالی که انتشار این اثر به پا کرد، در اکتبر ۱۸۴۴ استعفا داد.
اشتیرنر دو بار ازدواج کرد. همسر اول او اگنس بورتس (۱۸۱۵–۱۸۳۸)، دختر صاحبخانه‌اش، بود که در ۱۲ دسامبر ۱۸۳۷ با او ازدواج کرد. او در سال ۱۸۳۸ به دلیل عوارض ناشی از بارداری فوت کرد. در سال ۱۸۴۳، او با ماری دنهارت (Marie Dähnhardt) که از روشنفکران گروه آزادگان بود، ازدواج کرد. آن‌ها در سال ۱۸۴۶ طلاق گرفتند. کتاب خود و آنچه ازوست به ماری تقدیم شد. ماری بعدها تبدیل به کاتولیکی معتقد شد و در سال ۱۹۰۲ در لندن درگذشت.
پس از کتاب خود و آنچه ازوست، اشتیرنر نقد اشتیرنر را نوشت و کتاب ثروت ملل از آدام اسمیت و گفتار در اقتصاد سیاسی از ژان باتیست سی را به زبان آلمانی ترجمه کرد که برای او سود کمی داشت. او همچنین مجموعه‌ای از متون را با عنوان واکنش تاریخ در سال ۱۸۵۲ نوشت. اشتیرنر در سال ۱۸۵۶ در برلین بر اثر نیش یک حشره سمی درگذشت. گفته می‌شود که برونو بائور تنها هگلی جوانی بود که در مراسم خاکسپاری او حاضر بود.

## فلسفه اشتیرنر
ماکس اشتیرنر، در ابتدا، چهره‌ای نسبتاً ناشناخته و نامشخص حلقهٔ برونوبائر بود. نقد بی رحمانهٔ تمامی تفکر هگلی‌های چپ که در کتابش ارائه نمود تمامی آن‌ها را متعجب کرد. برخلاف شماری از مخالفان جریان پسا-هگلی نوروشنگر، اشتیرنر، فلسفهٔ بائر و فوئرباخ را نه به اعتبار اینکه این دو یزدان شناسان پیشین حالا بی خدا بودند، بلکه برعکس درارتباط با فقدان ثبات نظری به نقد کشید. آن‌ها به راستی موجبات رها شدن خویش از تمامی سیستم منسجم هگل را فراهم آورده بودند اما، در حقیقت موفق به آزادسازی خود از " حلقه جادویی مسیحیت " نشدند. اشتیرنر با طعنه نتیجه می‌گیرد: " بی‌خدایانِ ما، آتئیست‌‌هایی زاهدند."
ماکس اشتیرنر از پایه‌گذاران آنارشیسم و نماینده فردگرایی اغراق‌آمیز و شورشی بود. او را جد کبیر متافیزیک انارشیسم می‌دانند. اشتیرنر با موضعی میان فلسفه و آنارشیسم فردگرایانه به رد ایدئولوژی‌های زمان خود پرداخت. او یک نویسنده شورشگری است که به انتقاد از دین، دولت، قانون، اخلاق، و کلیسا پرداخت و می‌گفت که انسان را باید از زیر یوغ دین و کلیسا رها نمود. وی می‌نویسد که هیچ‌کس نباید از فرد و انسان طلبکار باشد حتی خدا، دولت، جامعه، بشر، قانون، دین، عقل و حقیقت. وی می‌گفت که فرد و فردیت حتی بر خدا برتری دارند چون انسان فردگرا طبیعتاً موجودی کافر است و هر دولتی نماینده نظام مطلقه و زورگو می‌باشد و دولت متکی به بردگی کار است و اگر روزی کار و کارگر رها شوند، دولت نیز فوری سقوط خواهد نمود.
او در کتاب «خود و آنچه ازوست» در خصوص فردیت خویش چنین می‌گوید:
''خدا و نوعِ انسان خود را دل‌مشغولِ هیچ‌چیز، هیچ‌چیز جز خودشان، نکرده‌اند. بگذارید من نیز همانند آن‌ها خود را وقفِ خود کنم. کسی باشم برابر با خدا که هیچِ همه دیگران است، همه‌چیزِ خودم باشم، یگانه باشم.''
اشتیرنر گرچه شخصاً در کلاسهای درس هگل و شلایرماخر شرکت نمود ولی تحت تأثیر فلسفه و انتقاد فویرباخ از دین بود. او در برلین در محفل هگلی‌های چپ با انگلس آشنا شد. فلسفه او زمانی مطرح شد که فلسفه‌های دیگر خود را زیر نفوذ نیروهای خاصی قرار داده بودند. کانت، هگل، فویرباخ، ولایبنیتس، از دولت، اخلاق، خدا، میهن، و عقل می‌گفتند. اشتیرنر آن زمان خلاف جمع گرایی پرودن، از فردگرایی آنارشیستی سخن می‌گفت. آنارشیسم فردگرایانه و فردگرایی سوسیالیستی او با جمع گرایی انگلس فرق داشت. او گرچه روی نیچه و باکونین اثرات مهمی گذاشت ولی خود نیچه‌ای بود پیش از نیچه. فردگرایی اشتیرنر را دلیل حضور ابرمرد نیچه‌ای می‌دانند. او پیش از نیچه تئوری اراده بقدرت رسیدن فرد را مطرح نمود. وی پایه‌گذار نهیلیسم مدرن نیچه‌ای نیز است. پرودن بعدها در رابطه با فلسفه اشتیرنر نوشت که " مالکیت دزدی است ". نقش تحریک‌کننده اشتیرنر دست کمی از نظرات تحریک‌کننده ماکیاولی در مجامع سیاسی و فلسفی نداشت. اشتیرنر به ترجمه آثار اقتصاد سیاسی انگلیسی و فرانسوی مخصوصاً آثار آدام اسمیت بزبان آلمانی پرداخت. در ادبیات اگزیستانسیالیستی قرن بیست، داستایوسکی، سورل، فروید، کامو و سارتر نیز تحت تأثیر افکار او قرار گرفتند. هنرمندان و ادیبانی مانند تورگنیف، ارنست یونگر، آندره ژید و آندره برتون نیز از او بی تأثیر نماندند. خانم دورا مارسدن، یکی از زنان فمنیست رادیکال اوایل قرن بیست نیز مبلغ نظرات او بود. ماکس اشتیرنر همچون هرتسن، متفکر روس، به افشای لیبرالیسم زمان خود پرداخت. اشتیرنر غیر از نظرات انتقادی فویرباخ از دین، متکی به شاخه‌های آتئیستی و ماتریالیستی دوره روشنگری اروپا نیز بود.
جامعه مورد علاقه اشتیرنر یعنی " اتحادیه فرد گرایان " نام دارد که مخالف دولت و جامعه معمولی است. اشتیرنر هیچگاه خود را آنارشیست ندانست. او می‌گفت همیشه حق با کسی است که قدرت داشته باشد، چون چند مشت قوی مهم‌تر از صده‌ها گونی قانون هستند. او قانون، حقوق، و حق را یک فرم از رابطه قدرت می‌دانست. اشتیرنر هم دولت پارلمانی لیبرالها و هم دولت مطلقه سلطنتی را زورگویانه می‌دانست. او می‌گفت که سیستم کمونیستی به نام جمع و اجتماع موجب سقوط و زوال فرد خواهد شد. آنارشیسم او را می‌توان لیبرالیسم سوسیالیستی دانست و نه ایده کمونیستی یا سوسیالیستی. همچون مقوله خدا در الهیات، در تئوری او فرد ورای منطق و حقیقت است. او به انتقاد از لیبرالیسم سیاسی، دولت ملی و پادشاهی بورژوازی نیز پرداخت. اشتیرنر بر اساس تربیت آنتی اتوریته می‌گفت که انسان باید هر کاری که دلش خواست، انجام دهد. موضوع غالب آثارش، اعاده حیثیت از فرد و حمایت او در مقابل برتری گروه و جمع است.

### فردگرایی
اشتیرنر می‌گوید که من و شما چیزی هستیم که نمی‌توان به‌طور کامل آن‌ها را درک کرد. تمام مفاهیم صرف خود همیشه برای توصیف کامل طبیعتِ تجربه‌های ما ناکافی خواهند بود. اشتیرنر به عنوان طرفدار فردگرایی روانشناختی و فردگرایی اخلاقی شناخته می‌شود اگر چه در مورد دوم جای بحث وجود دارد چرا که در نوشته‌های اشتیرنر این ادعا که هر کس 'باید' علایق خود را دنبال کند وجود ندارد؛ و علاوه بر آن عنوان می‌کند که هر 'باید' می‌تواند به عنوان یک 'ایده ثابت' تلقی شود. با این وجود می‌توان او را فردگرایی منطقی دانست زیرا او عمل نکردن مطابق میل شخصی را غیر منطقی می‌دانست. نحوه تعریف علاقه شخصی الزاماً سوبژکتیو است که شامل عبارت‌های خودخواهانه و دگردوستانه می‌شود.
پرورش کامل توانایی‌ها و استعدادهای فرد، به خواست او برای برآورده کردن فردگرایی او وابسته است. تفاوت بین انسان فردگرا و انسانی که به فردگرایی علاقه ندارد این است که دومی توسط یک ایده پوچ و به اعتقاد به اینکه او در حال برآورده کردن یک علت والاتر است، 'تسخیر می‌شود' اما معمولاً از این بی‌خبر است که او تنها در حال برآورده کردن خواسته‌های خودش است تا شاد باشد و احساس امنیت کند و اولی، برخلاف دومی، شخصی خواهد بود که قادر است آزادانه اعمال خود را انتخاب کند و به‌طور کامل آگاه است که این اعمال تنها در راستای برآورده کردن خواسته‌های او هستند.
تضاد بین این دو نوع فردگرایی همچنین به این صورت که شخصی که به‌طور ارادی فردگرا است مالک مفاهیم خودش است و شخصی که به‌طور غیرارادی فردگرا است توسط مفاهیم خودش تسخیر می‌شود، نشان داده می‌شود. تنها زمانی که شخص می‌فهمد تمام حقایق مقدس همچون قانون، حق، اخلاقیات، مذهب و غیره چیزی جز مفاهیم ساختگی نیستند و نباید از آن‌ها پیروی کرد، می‌تواند آزادانه عمل کند. برای اشتیرنر آزاد بودن یعنی هم مخلوق خود بودن و هم خالق خود بودن. از نظر او قدرت شیوه انجام فردگرایی و تنها روش موجه برای به دست آوردن مالکیت است.

### آنارشیسم
اشتیرنر عنوان می‌کند که نهادهای اجتماعی شامل مفهوم حکومت، مالکیت به عنوان یک حق، حقوق طبیعی به‌طور عمومی و ایده جامعه که به‌طور عمومی پذیرفته شده‌اند، موهوماتی صرف هستند که آن‌ها را «اشباح» یا ارواح موجود در ذهن می‌نامد.
او از فردگرایی و شکلی از بی‌اخلاقی (به انگلیسی: Amorality به معنی دنبال نکردن هیچ‌گونه قانون اخلاقی) که در آن افراد در قالب «اتحادیه‌های فردگرایان» تنها زمانی که خودشان علاقه داشته باشند با هم متحد می‌شوند، حمایت می‌کند. برای او مالکیت به‌طور ساده از طریق قدرت به دست می‌آید: «هر کس که می‌داند چگونه به دست آورد و دفاع کند، شی متعلق به او مالکیت است» و «آنچه من در حیطه قدرتم دارم، آن چیز به من تعلق دارد. تا زمانی که من به عنوان یک مالک عمل می‌کنم، من مالک شی هستم». اشتیرنر جهان و هر آنچه در آن است، من جمله افراد، را برای استفاده شخص بدون محدودیت اخلاقی در دسترس می‌داند، به بیان دیگر اشیا و افراد را فاقد حقوق می‌داند. او اهمیت دادن به خواسته‌های دیگران را غیرمنطقی می‌داند مگر اینکه عمل به خواسته آن‌ها در جهت ارضای خواسته خود شخص باشد. از نظر او علاقه شخصی تنها دلیل موجه برای انجام یک عمل است. او جامعه را به عنوان موجودیتی واقعی رد می‌کند و آن را یک «شبح» می‌داند.

#### اتحادیهٔ فردگرایان
ایده اشتیرنر در مورد 'اتحادیهٔ فردگرایان' برای اولین بار در کتاب خود و آنچه ازوست توضیح داده شد. اتحادیه به عنوان یک مشارکت غیر سیستمی است که اشتیرنر در مقابل حکومت مطرح می‌کند. اتحادیه از همه طرفها می‌خواهد که با فردگرایی آگاهانه در آن شرکت کنند. اگر کسی در این اتحادیه رنج می‌برد اما سکوت کرده و حفظ صورت می‌کند، اتحادیه به چیزی دیگر تنزل پیدا می‌کند. اتحادیه به عنوان یک قدرت بالاتر از اراده شخص دیده تلقی نمی‌شود.

#### انقلاب
اشتیرنر باور رایج در مورد انقلاب را نقد می‌کند؛ بیان می‌کند که جنبش‌های اجتماعی با هدف سرنگون کردن حکومت به‌طور غیرآشکار حکومت‌گرا هستند زیرا که آن‌ها در جهت ایجاد یک حکومت جدید گام برمی‌دارند.

## آثار

### خود و آنچه ازوست
اثر اصلی اشتیرنر کتاب خود و آنچه ازوست (به آلمانی: Der Einzige und sein Eigentum؛ به انگلیسی: The Ego and its Own) می‌باشد که در سال ۱۸۴۵ منتشر شد. در این کتاب اشتیرنر از دیدگاهی رادیکال و فردگرایانه و ضد اقتدارگرایانه جامعه معاصر پروس و جامعه مدرن غرب را مورد نقد قرار می‌دهد. او رویکردی را به هستی انسان پیشنهاد می‌کند که در آن او خود را به عنوان «فرد یکتا»، یک «هیچِ آفریننده» که زبان در توصیف کامل او ناتوان است، معرفی می‌کند و می‌گوید که «اگر من خود را به خود، این یگانه، مشغول سازم؛ آنوقت دغدغهٔ من بر آفرینندهٔ گذرا و میرای آن استوار خواهد بود؛ کسی که خود را مصرف می‌کند و می‌توانم بگویم: همه چیز برای من هیچ است.»

اشتیرنر در کتاب خود عنوان می‌کند که تمام مذاهب و ایدئولوژیها بر روی مفاهیمی پوچ استوارند. این ادعا در مورد نهادهای اجتماع که توانایی اعمال قدرت را بر روی شخص دارند نظیر حکومت، کلیسا، سیستم قانون‌گذاری و آموزشی نیز صدق می‌کند. اشتیرنر معاصران خود نظیر لودویگ فویرباخ و برونو باوئر و ایدئولوژیهای مطرح در زمان خود را نظیر مذهب، لیبرالیسم، اومانیسم، ملی‌گرایی، سرمایه‌داری، سوسیالیسم، کمونیسم و دولت گرایی مورد نقد قرار می‌دهد. از نظر او اومانیسم با مطرح کردن انسان به عنوان موجود متعالی رویکردی مشابه مذهب دارد؛ همین‌طور ناسیونالیسم، سرمایه‌داری، مذهب و دولت‌گرایی:
همچنان که خود را به‌عنوان ذهن در پس چیزها می‌یابم، پس از مدتی خویش را نیز در پس اندیشه‌ها به‌عنوان آفریننده و مالکشان خواهم یافت. در دورهٔ ارواح، اندیشه‌ها تا حدی رشد کردند که سرم از آن‌ها انباشته شد. اندیشه‌هایی که هنوز فرزندان من بودند. آن‌ها در اطراف من پرسه می‌زدند و همچون توهماتِ انسانِ تبدارْ مرا با قدرتی مخوف می‌لرزاندند. این اندیشه‌ها اگر هم جسمانی بشوند چیزی جز اشباح نیستند، مثل خدا، امپراتور، سرزمینِ پدری و از این دست. اگر من جسمانیتِ آن‌ها را نابود کنم، آنگاه من آن‌ها را به درونِ قلمروام برگردانده و می‌گویم: «تنها منْ جسمانی ام.» من جهان را آن‌گونه که برای من هست، از آنِ خودم و به‌عنوانِ دارایی ام در نظر می‌گیرم. من همه را به خود ارجاع می‌دهم.
این کتاب توسط نیما حیاتی مهر ترجمه شده و توسط نشر شدت به انتشار رسیده‌است.

## مطالعهٔ بیشتر
- Mackay, John Henry, MAX STIRNER - SEIN LEBEN UND SEIN WERK